# Castell de Vilves
El Castell de Vilves és un edifici de Vilves, del municipi d'Artesa de Segre, declarat bé cultural d'interès nacional.

## Descripció
Al poble de Vilves hi ha una torre i també restes de 8 filades d'un mur fet amb un aparell semblant al de la part inferior de la torre. Aquest mur podria ser una part del recinte del castell o d'una fortificació més àmplia.
La torre és de planta gairebé quadrada. A l'exterior, les parets fan 5 m d'ample -d'est a oest- i 5,25 m de llarg. Actualment té una alçada d'uns 10 m; a començament del segle XX fou, però, escapçada. Sembla que inicialment tenia tres compartiments interiors.
La cambra inferior fa només 140 cm d'ample per 180 cm de llarg; el gruix de la paret oest en aquest nivell inferior és de 180 cm. És coberta amb un trespol de bigues. A uns 5 m hi ha una segona cambra més espaiosa que la inferior coberta amb una volta de canó. En aquest nivell hi havia una porta, ara una mica malmesa, oberta a la cara sud, acabada amb una llinda monolítica, rectangular; el muntant est també és una gran pedra.
Pel damunt d'aquesta cambra n'hi havia una altra que fou enderrocada. Era acabada amb una volta. Pel que fa a l'aparell constructiu, hi ha una notable diferència entre la part inferior i la superior. Tot l'edifici es fet amb carreus ben escairats però els 5 m inferiors estan construïts amb carreus molt grans (30 cm x 60 cm). Això planteja un problema a l'hora d'establir la datació. Es pot suposar que aquesta part inferior i el mur amb 8 filades de grans carreus que hi ha uns quants metres cap a l'est fou feta en època romana tal com suposà Pita Mercé que cregué que era una possible torre romana reaprofitada en època medieval. Una altra possibilitat és que aquestes construccions fetes amb carreus molt grans i ben escairats siguin d'època musulmana. Finalment, una tercera possibilitat és que tota la torre hagués estat feta als segles XII o xiii. Sigui com sigui, segurament la part superior fou feta després de l'any 1000.

## Història
Les referències documentals sobre aquest castell són escasses. Vilves s'incloïa dins el dominis dels vescomtes d'Àger, atès que era una fortalesa o torre dependent del castell d'Artesa. La primera referència que hem pogut recollir data del 1119. Es tracta de la infeudació que feu el vescomte Guerau Ponç II de «ipsa turre de Vidoves» a un tal Pere Bonfill que li prestà homenatge pels castells de Montmagastre i Gavarra.
El vescomte Guerau II de Cabrera, al seu testament de 1131 deixà al seu fill Ponç els castells de Vilves, Collfred i Anya, entre d'altres. El 1190, Sança de Rubió concedí als hospitalers de Sant Salvador d'Isot el delme del que ella posseïa en terme del castell de Collfred i el dret i els usatges dels molins i del castell del poble de Vilves. Tant Collfred com Vilves consten especialment indicats entre els llocs del comtat d'Urgell, en la vinculació en favor de la Corona, el 1328. Ambdós llocs foren assignats pel comte d'Urgell Jaume el Dissortat a la seva germana Elionor. El rei Ferran d'Antequera, després de la derrota de Jaume d'Urgell, els donà a Francesc de Vilamarí.
El 1476 s'establiren pel sector uns capitans de mercenaris. Consta que l'any 1532 el monestir de Santa Maria de Montserrat comprà els llocs de Vilves i Collfred amb la jurisdicció civil i criminal per 3.900 sous. A partir d'aquest moment, Vilves es mantingué sota el domini de l'abat de Montserrat fins al segle xix.